# Córdova (Espanha)
Córdova (em castelhano: Córdoba) é um município da província homónima, na comunidade autónoma da Andaluzia, na Espanha. O município tem 1 255,24 quilômetros quadrados de área e em 2021 tinha 322 071 habitantes (densidade: 256,6 hab./km²).

## História
O povoado que viria a dar origem à cidade de Córdova ganhou importância no ano de 206 a.C., quando foi conquistado pelos romanos. A cidade se tornou, então, a capital da província da Hispânia Ulterior (posteriormente, Hispânia Bética). Moradores famosos da cidade nessa época foram Marco Aneu Sêneca, Séneca e Lucano. Dessa época, subsiste a Ponte Romana, com 16 arcos, que liga a parte central da cidade ao Campo da Verdade, no outro lado do Rio Guadalquivir.
Em 411, durante as invasões bárbaras da península Ibérica, a cidade foi saqueada e ocupada temporariamente pelos vândalos. Durante o domínio visigótico, a cidade procurou manter suas instituições romanas, apelando para o imperador bizantino Justiniano, que ocupou a cidade em 550. Em 572, contudo, o rei visigodo Leovigildo a reconquistou.
Em 716, após a invasão muçulmana da península Ibérica, Córdova se tornou sede de província muçulmana, subordinada ao Califado Omíada. Em 756, Abderramão I a tornou sede do Emirado de Córdova. Em 785, começou a ser construída a Mesquita de Córdova no lugar da antiga basílica cristã de São Vicente Mártir, que havia sido construída no período visigodo. Em 929, Abderramão III tornou, a cidade, sede do Califado de Córdova. Por volta do ano 1000, era uma das cidades mais povoadas do mundo, com 450 000 habitantes, tendo sido uma das primeiras a ter iluminação pública.
Durante o domínio muçulmano, foram construídos vários palácios, entre os quais a Cidade-Palácio de Medina Al-Azhara (Madinat al-Zahr), no ano de 936, que foi destruída e saqueada no século XI, mas que viria a ser restaurada posteriormente. Foi construída, também, a cidade-palácio de Madinat al-Zahira ("Cidade Brilhante", também conhecida como "Cidade de Almançor"), bem como várias mesquitas e outros edifícios públicos, no intuito de tornar Córdova uma cidade semelhante a Constantinopla, Damasco, Cairo e Bagdade. Durante o califado de Aláqueme II, a biblioteca da cidade era a maior do mundo, com mais de 400 000 livros. No século XII viveram na cidade os famosos sábios Maimônides e Averróis. Nesse século, porém, com a subida ao poder dos almóadas, a cidade perdeu sua condição de capital de Al-Andalus para a cidade de Sevilha. Isso significou o início de sua decadência.
Em 1236, a cidade foi conquistada pelas tropas de Fernando III de Leão e Castela. Logo em seguida, a Mesquita de Córdova foi transformada em catedral cristã, sofrendo, a partir de então, várias modificações arquitetônicas. Em 1315, foi construída a sinagoga de Córdova. No século XIV, os governantes cristãos reformaram várias antigas estruturas defensivas da cidade, como a Torre Fortaleza da Calahorra e o Alcácer dos Reis Cristãos. Em 1478, o alcácer (em castelhano: alcázar) se tornou o centro de comando para a conquista de Granada. Após a conquista, em 1492, o alcácer passou a servir como edifício do Tribunal da Santa Inquisição.

## Córdova - Importante posto comercial na antiguidade e o soco
Os primeiros registros antigos que citam a cidade de Córdova fazem referência ao surgimento de um posto comercial nas imediações da cidade, ou seja, o comércio de mercadorias se mistura com o surgimento de Córdova, inclusive, tendo mais destaque que a própria cidade durante sua fundação em 169 a.C.  
O apogeu de Córdova como um importante posto comercial só se dá durante o Califado de Córdova, proclamado por Abderramão III em 929 após o fim do Emirado independente instaurado em 765 por Abderramão I, que perdurou oficialmente até 1031.
Durante o Califado de Córdova, a cidade tornou-se a mais povoada, culta e opulenta de toda Europa, sendo esse um momento de máximo esplendor político, cultural e, principalmente, comercial. Devido a seu grande contingente habitacional e a oferta variada de produtos que eram comercializados na cidade, Córdova, durante esse período e no decorrer da Idade Média, se destacou como um importante posto comercial, sobretudo com forte influência arábica devido ao controle árabe da região, tendo o aflorecimento da cultura do soco na cidade, que aliás perdura até os dias atuais.  
O soco (do árabe سوق sūq) é o nome dado em castelhano a todos os tipos de mercados tradicionais dos países árabes, especialmente aqueles realizados ao ar livre e que muitas vezes acontecem em um determinado dia da semana ou em uma certa época do ano. Embora a palavra possa ser estendida a todos os tipos de mercados tradicionais, nos socos o comércio de manufaturados (peças artesanais) e especiarias típicas possuem papel principal.

## Patrimônio mundial da UNESCO
A Mesquita-Catedral é Monumento Nacional desde 1882 e foi declarada Patrimônio da Humanidade pela UNESCO em 1984. Alguns anos mais tarde, em 2014, elevou a sua qualificação para Bem de Valor Universal Excepcional. Em 17 de dezembro de 1994, a UNESCO estendeu a todo o centro histórico a declaração de Patrimônio da Humanidade que a Mesquita de Córdova já possuía. Pedro Roso foi diretor de Cultura e Educação da Câmara Municipal de Córdova, instituição então presidida por Hermínio Trigo. Para convencer a UNESCO dos benefícios da cidade velha, foi necessário fazer um arquivo e, para isso, a máquina municipal teve que ligar mais rápido que o normal. Foi no dia 9 de setembro de 1993 quando, após aprovação pelo plenário municipal, Roso foi incumbido pelo prefeito de constituir uma comissão especial de informação para divulgar o expediente que pretendia ampliar a declaração que a mesquita já usava. “Era um assunto polêmico”, lembra Pedro Roso, já que aquela declaração trazia e traz “muito mais obrigações do que direitos”.
Na cidade, as paredes conservam-se pintadas de branco, as ruas são estreitas e os pátios são coloridos, mantendo-se uma morfologia tipicamente mourisca. Como tal, o centro histórico de Córdova é um dos contemplados pelo estatuto de Património Mundial atribuído pela UNESCO (Organização das Nações Unidas para a Educação, a Ciência e a Cultura), tendo sido pela primeira vez inscrito em 1984, e tendo, dez anos mais tarde, englobado a extensão da Mesquita-Catedral. 

## Arquitetura
Considerada como uma cidade milenar, Córdova dispõe do segundo maior centro histórico da Europa, a maior área urbana do mundo declarada Patrimônio da Humanidade pela UNESCO. Nesse espaço, aglomeram-se numerosos edifícios históricos, com destaque para a Mesquita de Córdova - reconhecida como o símbolo mais importante da cidade -, e para a Ponte Romana, que juntas criam a faceta mais conhecida. Proveniente do período de posse romana, podem-se encontrar, além da ponte, o Templo Romano situado na rua Claudio Marcelo e destinado ao culto imperial, o teatro romano localizado aos fundos do Museu Arqueológico e Etnológico de Córdova, o mausoléu romano dedicado a uma rica família da época, o fórum colonial, o fórum adiectum, e os restos históricos do palácio do imperador Maximiano Hercúleo, no sítio arqueológico de Cercadilla.
Próximo da mesquita-catedral encontra-se o antigo bairro judeu formado por diversas ruas irregulares, onde é possível visitar a sinagoga e a casa de Sefarad. Na região Sul da cidade velha e a leste da mesquita, situada na Plaza del Potro, está a Posada del Potro, que foi citada em importantes obras literárias como Don Quijote e La Feria de los Discretos. A praça e a pousada recebem o mesmo nome da fonte localizada no centro da praça, que representa um potro. Ademais, na parte sudoeste da cidade velha encontra-se o Alcázar de los  Reyes Cristianos, a antiga residência dos reis e quartel-general da Inquisição, e próximo a ele estão os Estábulos Reais, um local utilizado para a reprodução de cavalos andaluzes. 
No decorrer do Rio Guadalquivir existem moinhos que eram utilizados para moer farinha através da força da corrente. Estes moinhos de Gualdaquivir representam cerca de onze fábricas edificadas na época muçulmana da cidade.
Envolvendo o grande centro histórico está a antiga muralha romana, a qual apresentava treze portas. Delas, restaram apenas três: a Puerta de Almodóvar, a Puerta de Sevilla e a Puerta del Puente. Dentre as estruturas que foram conservadas estão algumas torres, como a Torre de Malmuerta , a Torre de Belém e o Portão de Esquina da Torre; e os pontos fortes da Torre Calahorra e da Torre de Donceles. 
Também existem alguns edifícios palacianos distribuídos pela cidade velha, como o Palácio de Viana, o Palácio de la Merced, o Palácio de Orive, o Palácio dos Aguayos, o palácio da lua, o palácio do Duque de Medina Sidonia, o palácio do Marquês de El Carpio, o palácio do Marquês de Benamejí, entre outros. 
Nas redondezas da cidade encontra-se o sítio arqueológico da cidade de Medina Azahara (Madinat Al-Zahra), que, juntamente à Alhambra de Granada, constituem o ápice da arquitetura hispano-muçulmana. 
Outros monumentos são a Cuesta del Bailío e o minarete de San Juan, proveniente de uma antiga mesquita.

### Igrejas Fernandinas
Em Córdova existem doze igrejas fernandinas, templos religiosos cristãos que foram erguidos após a conquista da cidade em 1236 por Fernando III, El Santo. Algumas se ergueram a partir da transformação de algumas mesquitas já existentes, que haviam sido igrejas no período visigótico. Esses templos estão distribuídos por sete bairros de Córdova, incluindo o território da Axerquía. Essas, desempenhavam dois importantes papéis, sendo centros espirituais da cidade e funcionando como igrejas, e também centros administrativos, já que eram o órgão governamental dos locais em que estavam localizadas desde a Idade Média até o século XX. Algumas delas ainda se conservam até os dias atuais, como:
- Igreja de São Nicolau da Vila, que se localiza na rua Concepción.
- Igreja de São Nicolau da Axerquía, que se encontra desaparecida e se situava no Paseo de la Ribera. A maioria de seu mobiliário e outros itens Igreja de São Francisco.
- Igreja de São Miguel, situada na praça de San Miguel.
- Igreja de São Juan e Todos os Santos, situada na rua Lope de Hoces.
- Igreja Santa Marina de Águas Santas, situada na praça de Santa Marina.
- Igreja de Santo Agostinho, situada na praça de San Agostín.
- Igreja de Santo André, situada na rua Realejo.
- Igreja de São Lourenço, situada na praça San Lorenzo.
- Igreja de São Tiago, situada na rua Agustín Moreno.
- Basílica de São Pedro, situada na praça de San Pedro. Lá se encontra a urna de prata com as relíquias dos Santos Mártires de Córdova, fonte de grande devoção na cidade e líderes da Irmandade da Misericórdia. Foi declarada Basílica menor pelo Papa Bento XVI no ano de 2006.
- Igreja da Madalena, situada na avenida Ronda de Andújar. Atualmente, a Igreja não é objeto do culto católico, mas é utilizada enquanto equipamento cultural, sobretudo pela fundação CajaSur.
- Igreja de São Paulo, sendo sua entrada principal em Capitulares e entrada lateral na rua San Pablo. Faz parte da Manzana de San Pablo, que é um grande jardim, hoje convertido em parque, de onde se podia contemplar palácios e casas senhoriais, entre elas o Palácio de Orive (também chamado de palácio dos Villalones), motivo pelo qual o jardim é também conhecido por “Jardines de Orive”. Nesse pomar, foram descobertas as ruínas de um antigo circo romano na década de 1990.[8]

### Pontes
- Ponte Romana: situada sobre o rio Guadalquivir, conecta a área do Campo de la Verdad com o Bairro da Sé. Em 9 de janeiro de 2008, foi inaugurada a maior remodelação que a ponte romana já teve em sua história. Construída no início do século I d.C., na época do domínio romano em Córdova, no rio Guadalquivir. Foi um importante meio de entrada na cidade pelo sul da Península Ibérica, pois era o único ponto de travessia do rio que não necessitava da utilização de qualquer tipo de embarcação. Provavelmente, a Via Augusta, que ia de Roma a Cádiz, passava por ela. De um lado da ponte encontra-se a Torre de la Calahorra e do outro lado está a Puerta del Puente. Ao longo da sua história, sofreu inúmeras reconstruções, principalmente uma na época do Califado, uma após a Reconquista, e outra no início do século XX. Esses arranjos eram de natureza mais estética do que estrutural. Na verdade, apenas os arcos 14 e 15 (a partir da porta da Ponte) são originais. A restauração gerou polêmica devido ao caráter ambicioso do projeto que pretendia dar à ponte o aspecto de mais semelhante possível ao original. Após tal restauração, foi recuperado o nível original da extremidade norte da ponte, nivelado com a porta da Ponte e do Paseo de la Ribera.
- Ponte San Rafael: Esta ponte foi inaugurada em 29 de abril de 1953 pelo ditador Franco sendo Antonio Cruz Conde prefeito da cidade. Esta ponte foi a segunda ponte que Córdova teve, depois da ponte romana que une a Avenida Corregidor com a Plaza de Andalucía. Em janeiro de 2004, desaparecem as placas comemorativas da ponte onde se lia: “Sua Excelência O Chefe de Estado e Generalíssimo dos Exércitos, Francisco Franco Bahamonde, inaugurou esta ponte do Guadalquivir em 29 de abril de 1953”. Elas estavam em cada uma das entradas da ponte, cada um em sua própria direção.
- Ponte de Andalucía: está localizada no rio Guadalquivir em Córdova. Foi construída em 2003 e projetada por Javier Manterola. Essa ponte faz parte da rotunda oeste de Córdova, formada na margem do rio por uma ponte pênsil.
- Ponte Miraflores (Córdova): conhecida como "Ponte Enferrujada". Esta ponte liga a Calle San Fernando e Ronda de Isasa com a península de Miraflores. Foi projetada por Herrero, Suárez e Casado e inaugurada em 2 de maio de 2003. No início, em 1989, foi considerada a proposta 59 do engenheiro-arquiteto Santiago Calatrava, com aspecto semelhante à ponte Lusitânia em Mérida; mas foi finalmente descartada devido ao seu possível impacto no conjunto artístico do centro histórico, pois a sua altura poderia obscurecer a vista da mesquita.
- Ponte Rodoviária Sul: localizada em Córdova, no rio Guadalquivir, é uma ponte que compõe a curva sudeste de Córdova.
- Ponte Abbas Ibn Firnás: localizada em Córdova, no rio Guadalquivir, esta ponte foi inaugurada em 14 de janeiro de 2011 e faz parte do trecho sul da variante oeste de Córdova, CO-32.
- Ponte do Arenal (Puente del Arenal): localizada em Córdova, às margens do rio Guadalquivir, une a avenida Campo de la Verdad com o Centro de Feiras de Córdova.
- Existem também outras pontes como o viaduto que liga a Avenida Arroyo del Moro à rotunda do poeta Ibn Zaydun ou a ponte romana de Alcolea, situada entre os bairros periféricos de Alcolea e Los Ángeles.

### Pátios de Córdova
Um evento muito popular em Córdova, conhecido como Fiesta de Los Patios de Córdova, é um tributo aos pátios compostos por diversas plantas e flores. Os pátios são áreas a céu aberto nos quais podem ser encontradas uma variedade de flores que cobrem as paredes do local com cores. O evento normalmente ocorre na segunda e terceira semanas de maio, exceto no ano de 2020, em que a pandemia do novo coronavírus fez com que o evento fosse adiado para o mês de outubro. Esse adiamento fez com que a festa fosse reinventada, de modo que fosse celebrada no outono, diferentemente da sua tradição de ser comemorada na primavera. Uma curiosidade dessa eventualidade é que as flores celebradas não carregavam a sua aparência de primavera, mas sim da época do outono.  
Nesse evento, os participantes decoram e abrem seus pátios para a visitação gratuita na faixa de horário estabelecida para tal. Os pátios são marcados com arbustos ao lado das portas, de modo que sejam identificados de maneira mais clara. A fim de conservar o festival e conservar a arquitetura típica da cidade, se admitem pátios recém-construídos, estabelecendo-se duas categorias, arquitetura antiga e arquitetura moderna. Ademais, também se coloca como um programa educativo organizado pela Prefeitura de Córdova, cujo objetivo é conhecer estudantes de arquitetura e patrimônio, assim como promover respeito pelo mesmo. 

## Estrutura urbana
A cidade viveu uma grande transformação urbana com o enterramento dos caminhos de ferro e a integração do rio Guadalquivir na vida da cidade, uma construção longamente desejada.

## Economia
A cidade é um centro de comércio, muito ligado a produtos agrícolas, nomeadamente azeitona e citrinos, mas também a produtos industriais, como a cerveja, a maquinaria e os têxteis.

## Demografia
| Variação demográfica do município entre 1991 e 2004 | Variação demográfica do município entre 1991 e 2004 | Variação demográfica do município entre 1991 e 2004 | Variação demográfica do município entre 1991 e 2004 |
| --------------------------------------------------- | --------------------------------------------------- | --------------------------------------------------- | --------------------------------------------------- |
| 1991                                                | 1996                                                | 2001                                                | 2004                                                |
| 302 154                                             | 306 248                                             | 308 072                                             | 319 692                                             |

## Clima
Córdova possui um clima mediterrânico de verão quente (Csa de acordo com a Classificação Climática de Köppen). Os invernos são amenos e chuvosos, com temperaturas mínimas abaixo de 0 ºC em alguns dias do ano. Os verões são muito quentes e secos, e temperaturas acima dos 40 ºC são comuns. Em média, os verões em Córdova são os mais quentes de toda a Península Ibérica e Europa, com temperaturas máximas médias entre os 36 ºC e os 37 ºC nos meses de julho e agosto. A precipitação está concentrada nos meses mais frios do ano devido à sua característica do clima mediterrânico e a sua média anual é ligeiramente superior a 600 mm.
A temperatura mais elevada já alguma vez registada em Córdova foi de 46,9 ºC nos dias 13 de julho de 2017 e 14 de agosto de 2021. A ocorrência de neve é relativamente rara e a última vez que nevou em Córdova foi no dia 10 de janeiro de 2010, que antes disso, tinha ocorrido em março de 1971.
| Dados climatológicos para Córdova. Normais Climatológicos (1981-2010), extremos (1959-atualidade) | Dados climatológicos para Córdova. Normais Climatológicos (1981-2010), extremos (1959-atualidade) | Dados climatológicos para Córdova. Normais Climatológicos (1981-2010), extremos (1959-atualidade) | Dados climatológicos para Córdova. Normais Climatológicos (1981-2010), extremos (1959-atualidade) | Dados climatológicos para Córdova. Normais Climatológicos (1981-2010), extremos (1959-atualidade) | Dados climatológicos para Córdova. Normais Climatológicos (1981-2010), extremos (1959-atualidade) | Dados climatológicos para Córdova. Normais Climatológicos (1981-2010), extremos (1959-atualidade) | Dados climatológicos para Córdova. Normais Climatológicos (1981-2010), extremos (1959-atualidade) | Dados climatológicos para Córdova. Normais Climatológicos (1981-2010), extremos (1959-atualidade) | Dados climatológicos para Córdova. Normais Climatológicos (1981-2010), extremos (1959-atualidade) | Dados climatológicos para Córdova. Normais Climatológicos (1981-2010), extremos (1959-atualidade) | Dados climatológicos para Córdova. Normais Climatológicos (1981-2010), extremos (1959-atualidade) | Dados climatológicos para Córdova. Normais Climatológicos (1981-2010), extremos (1959-atualidade) | Dados climatológicos para Córdova. Normais Climatológicos (1981-2010), extremos (1959-atualidade) |
| Mês                                                                                               | Jan                                                                                               | Fev                                                                                               | Mar                                                                                               | Abr                                                                                               | Mai                                                                                               | Jun                                                                                               | Jul                                                                                               | Ago                                                                                               | Set                                                                                               | Out                                                                                               | Nov                                                                                               | Dez                                                                                               | Ano                                                                                               |
| ------------------------------------------------------------------------------------------------- | ------------------------------------------------------------------------------------------------- | ------------------------------------------------------------------------------------------------- | ------------------------------------------------------------------------------------------------- | ------------------------------------------------------------------------------------------------- | ------------------------------------------------------------------------------------------------- | ------------------------------------------------------------------------------------------------- | ------------------------------------------------------------------------------------------------- | ------------------------------------------------------------------------------------------------- | ------------------------------------------------------------------------------------------------- | ------------------------------------------------------------------------------------------------- | ------------------------------------------------------------------------------------------------- | ------------------------------------------------------------------------------------------------- | ------------------------------------------------------------------------------------------------- |
| Temperatura máxima recorde (°C)                                                                   | 22,9                                                                                              | 27,8                                                                                              | 33,9                                                                                              | 38,8                                                                                              | 41,2                                                                                              | 45,0                                                                                              | 46,9                                                                                              | 46,9                                                                                              | 45,4                                                                                              | 37,6                                                                                              | 29,7                                                                                              | 23,8                                                                                              | 46,9                                                                                              |
| Temperatura máxima média (°C)                                                                     | 14,9                                                                                              | 17,4                                                                                              | 21,3                                                                                              | 22,8                                                                                              | 27,4                                                                                              | 32,8                                                                                              | 36,9                                                                                              | 36,5                                                                                              | 31,6                                                                                              | 25,1                                                                                              | 19,1                                                                                              | 15,3                                                                                              | 25,1                                                                                              |
| Temperatura média (°C)                                                                            | 9,3                                                                                               | 11,1                                                                                              | 14,4                                                                                              | 16,0                                                                                              | 20,0                                                                                              | 24,7                                                                                              | 28,0                                                                                              | 28,0                                                                                              | 24,2                                                                                              | 19,1                                                                                              | 13,5                                                                                              | 10,4                                                                                              | 18,2                                                                                              |
| Temperatura mínima média (°C)                                                                     | 3,6                                                                                               | 4,9                                                                                               | 7,4                                                                                               | 9,3                                                                                               | 12,6                                                                                              | 16,5                                                                                              | 19,0                                                                                              | 19,4                                                                                              | 16,9                                                                                              | 13,0                                                                                              | 7,8                                                                                               | 5,5                                                                                               | 11,4                                                                                              |
| Temperatura mínima recorde (°C)                                                                   | −8,2                                                                                              | −5,0                                                                                              | −4,2                                                                                              | 0,2                                                                                               | 2,4                                                                                               | 7,0                                                                                               | 11,0                                                                                              | 11,0                                                                                              | 6,0                                                                                               | 1,0                                                                                               | −3,6                                                                                              | −7,8                                                                                              | −8,2                                                                                              |
| Chuva (mm)                                                                                        | 66                                                                                                | 55                                                                                                | 49                                                                                                | 55                                                                                                | 40                                                                                                | 13                                                                                                | 2                                                                                                 | 5                                                                                                 | 35                                                                                                | 86                                                                                                | 80                                                                                                | 111                                                                                               | 605                                                                                               |
| Dias com chuva                                                                                    | 7,2                                                                                               | 6,1                                                                                               | 4,9                                                                                               | 6,7                                                                                               | 4,9                                                                                               | 1,4                                                                                               | 0,4                                                                                               | 0,6                                                                                               | 3,2                                                                                               | 6,9                                                                                               | 5,9                                                                                               | 8,1                                                                                               | 56,6                                                                                              |
| Dias com neve                                                                                     | 0,2                                                                                               | 0,0                                                                                               | 0,0                                                                                               | 0,0                                                                                               | 0,0                                                                                               | 0,0                                                                                               | 0,0                                                                                               | 0,0                                                                                               | 0,0                                                                                               | 0,0                                                                                               | 0,0                                                                                               | 0,0                                                                                               | 0,2                                                                                               |
| Insolação (h)                                                                                     | 174                                                                                               | 186                                                                                               | 218                                                                                               | 235                                                                                               | 288                                                                                               | 323                                                                                               | 363                                                                                               | 336                                                                                               | 248                                                                                               | 204                                                                                               | 180                                                                                               | 148                                                                                               | 2 903                                                                                             |
| Fonte: Agência Estatal de Meteorologia                                                            |                                                                                                   |                                                                                                   |                                                                                                   |                                                                                                   |                                                                                                   |                                                                                                   |                                                                                                   |                                                                                                   |                                                                                                   |                                                                                                   |                                                                                                   |                                                                                                   |                                                                                                   |
| Fonte 2: Extremos Climatológicos                                                                  |                                                                                                   |                                                                                                   |                                                                                                   |                                                                                                   |                                                                                                   |                                                                                                   |                                                                                                   |                                                                                                   |                                                                                                   |                                                                                                   |                                                                                                   |                                                                                                   |                                                                                                   |

## Divisões administrativas
Desde Julho de 2008 a cidade está dividida em 10 distritos administrativos, coordenados por Juntas Municipais de Distrito, que por sua vez se subdividem em bairros:
1. Centro
2. Este
3. Noroeste
4. Norte-Sierra
5. Poente-Norte
6. Poente-Sul
7. Sul
8. Sudeste
9. Periurbano Este-Campiña
10. Periurbano Oeste-Sierra

## Gastronomia
O prato típico de Córdova é o Salmorejo. Existe, desde 2008, uma Confraria Gastronómica Salmorejo Cordobésque que nasceu para promover este prato típico e, por extensão, os valores turísticos da província andaluza. Comemora-se a 24 de abril o Dia do Salmorejo Cordobés. 
A receita inclui: tomate, pão de Telera Cordobesa, azeite virgem extra, um dente de alho de Montalbán, sal; decora-se com ovo duro picado e pedaços de presunto.